# Nehemiah Grew
Nehemiah Grew (Warwickshire, 26 de septiembre de 1641 - † 25 de marzo de 1712) fue un médico, botánico y  británico. Como botánico fue especialista en fisiología y anatomía.

## Biografía
Hijo único de Obadiah Grew, clérigo británico. Nehemiah Grew nació en Warwickshire, estudió en la Universidad de Pembroke (Cambridge), se graduó en 1661 y diez años más tarde obtuvo el doctorado en Medicina de la Universidad de Leiden, con la tesis titulada Disputatio medico-physica de liquore nervoso. Comenzó sus estudios y observaciones sobre la anatomía de las plantas en 1664. Gracias al obispo John Wilkins en 1670 presenta a la Royal Society un ensayo titulado The Anatomy of Vegetables begun, debido a este trabajo al año siguiente fue admitido como miembro de dicha sociedad. En 1672 el ensayo fue publicado y Grew se trasladó a Londres, en donde adquirió gran reputación como médico.
En 1673, publica Idea of a Phytological History una serie de documentos que había presentado a la Royal Society el año anterior. Cuatro años más tarde, en 1677, reemplaza a Henry Oldenburg en el cargo de secretario de la sociedad. Entre 1678 y 1679 edita Philosophical Transactions y en 1681 publica, a petición, un catálogo descriptivo de las rarezas conservadas en Gresham College con el nombre de Musaeum Regalis Societatis, y junto con el cual se imprimieron unas disertaciones leídas a la Royal Society en su Comparative Anatomy of Stomachs and Guts.
En 1682 publica su obra más importante,  Anatomy of Plants, que en gran parte era una recopilación de sus antiguos trabajos. Estaba dividida en cuatro volúmenes: Anatomy of Vegetables begun, Anatomy of Roots, Anatomy of Trunks y Anatomy of Leaves, Flowers, Fruits and Seeds, ilustrada con 82 láminas y acompañada de siete documentos en su mayoría sobre química. La obra destaca especialmente por sus descripciones sobre la estructura de las plantas, además identifica casi todas las diferencias clave de la morfología del tallo y la raíz. Por otra parte, demostró que las flores de Asteraceae están constituidas por múltiples unidades y dedujo correctamente que los estambres son órganos masculinos. Esta obra contiene también la primera descripción microscópica del polen.
Buena parte de su innovador trabajo con el microscopio fue contemporáneo del de Marcello Malpighi, por lo que ambos intercambiaban experiencias. Sin embargo, el trabajo de Grew con el polen fue más extenso que el de Malpighi, lo que le condujo a descubrir que, aunque todos los pólenes son más o menos globulares, el tamaño y la forma difiere entre especies, no obstante, los granos de polen de una especie son todos iguales. Este descubrimiento fue vital para el campo de la palinología.
Grew fue uno de los primeros en poner en duda la pertenencia de los murciélagos al grupo de las aves, para él, el murciélago era una criatura entre los mamíferos y las aves, también fue de los primeros en proponer una colección de huevos de pájaros.
También se le considera uno de los pioneros de la dactiloscopia, fue el primero en estudiar y describir las crestas, surcos y poros de la superficie de la mano y el pie. En 1684 publicó dibujos muy precisos de las huellas dactilares.
Carlos Linneo nombró el género de árboles Grewia en su honor.

## Trabajos
Muchos de sus archivos se encuentran conservados en la Universidad de Pembroke. Sus obras más importantes son:
- The Anatomy of Vegetables begun, publicado en 1672.
- Idea of a Phytological History, 1673.
- Musaeum Regalis Societatis, 1681
- Seawater made Fresh , 1684.
- Nature and Use of the Salt contained in Epsom and such other Waters, 1697.
- Tractatus de salis, 1693.
- Cosmología Sacra, 1701.